# 1976 Голяма награда на Япония
1976 Голяма награда на Япония е 1-вото за Голямата награда на Япония и шестнадесети кръг от сезон 1976 във Формула 1, провежда се на 24 октомври 1976 година на пистата Фуджи в Ояма, Япония.

## История на кръга
За първи път Япония домакинства на състезание от Формула 1 като също така уикенда ще определи и световния шампион. Четирима местни пилоти правят своя дебют както и дебюта на Коджима с техния пилот Масахиро Хасеми. Съртис наеха Норитаке Такахара, който преди това е участвал в няколко състезания в Европа като най-запомнящото е участието му за отбора на Марч в нешампионатно състезание на Силвърстоун през 1974. Волф-Уилямс назначиха Масами Кувашима като съотборник на Артуро Мерцарио, докато Хироус Рейсинг наеха Тирел 007 за Казуйоши Хошино с подкрепата от японската компания за гуми Бриджстоун. Накрая отборът на Маки се завърна в колоната, след два разочаровани сезона за тима като Тони Тримър отново е назначен да кара новия F103.

### Квалификация
Марио Андрети показа завидна форма с постигането на първата си пол-позиция в неговата кариера, изпреварвайки претендента за титлата Джеймс Хънт. Действащият шампион Ники Лауда записа трето време пред Пенске-то на Джон Уотсън, Джоди Шектър, Карлос Паче, Клей Регацони, Виторио Брамбила, Рони Петерсон и Хасеми (който записа четвърто време в петък сутринта, преди в опита си за бърза обиколка да повреди болида си). Кувашима остава без подкрепата на спонсорите си и напуска тима на Уилямс, който наеха австриеца Ханс Биндер за негов заместник. Биндер записа 25-о време, след като отборите приеха Ханс да участва. Тримър остана на 13 секунди от времето на Биндер и 18 секунди от времето на Андрети. Много от отборите обаче смятат, че болида е опасен за каране и всички решиха да откажат участието на Тримър в състезанието. Шадоу се опитаха да наемат англичанина да кара резервния болид като компенсация, но от Маки отказаха.

### Състезание
Хънт направи добър старт и пое водачеството към първия завой докато Уотсън мина на втора позиция пред Андрети. Марч-ът на Петерсон стана първата жертва след като електрозахранването се наводни пред да завърши първата обиколка, докато Лари Пъркинс влезе в бокса със съмнения за проблеми по управлението на болида. Джеймс увеличи преднината си в края на втората обиколка пред преследвачите си, докато голямата изненада е влизането на Лауда в бокса на своя отбор. Механиците бяха готови за рутинния стоп, преди австриеца да излезе от болида. Лауда определи условията на трасето като прекалено опасни и че животът му е важен отколкото титлата. Няколко обиколки по-късно Емерсон Фитипалди и Паче също решиха да се откажат.
На трасето Хънт, който не е уведомен от тима че главния му конкурент за титлата се е отказал, вече има осем секунди преднина от Андрети. Брамбила се свлече до осмо място, след като Марч-а му унищожи една от гумите. Това даде шанс на Хошино да го изпревари, след което японеца се справи с Регацони и Шектър. Брамбила спря в бокса за смяна на нови гуми и италианеца успя да изпревари и тримата, докато японеца е принуден да спре в 20-а обиколка за смяна на нови гуми. Прогресът на оранжевия Марч продължи като Виторио изпревари и Андрети за втора позиция в 16-а обиколка и в 21-вата се доближи до Макларън-а на Хънт. За щастие на англичанина Брамбила не прецени добре точката за спиране и той излезе от трасето, връщайки се зад Йохен Мас и Патрик Депайе.
През това време дъждът спря и на трасето се образува сухи линии, което принуди Теди Мейър да сигнализира пилотите си да минат през мокрите участъци на трасето. Мас се приближи до Хънт, преди германеца да уцели локва която го прати в мантинелите. В същото време Мерцарио отпадна с повреда по скоростната кутия, докато тима на Хошино остана без гуми. Уотсън напусна надпреварата с гръмнат двигател, а Брамбила и Ханс-Йоахим Щук отпаднаха с един и същ проблем, който сполетя Петерсон в първата обиколка. Това изкачи Том Прайс до второто място, който печели на Хънт до 46-а обиколка когато двигателя на неговия Шадоу го предаде.
Андрети се изкачи обратно на втора позиция и е следващия, който печелеи на Хънт и в 62-рата обиколка американеца изпревари Макларън-а, за да поведе. Второто място на Хънт също е достатъчно за да вземе титлата, преди да настъпи драма в 68-ата обиколка със сериозна дефлация по предна лява гума. Англичанинът спря в бокса за смяна на гуми, но механиците за предна лява изпитаха трудности по изваждането на сериозно износената гума, като един от тях трябва да повдигне окачването. Накрая Хънт излезе на пета позиция и набързо изпревари Регацони и Съртис-а на Алън Джоунс, за да се върне на трета с две обиколки до финала.
Андрети пресече финалната права за своята първа победа от ГП на ЮАР 1971, и първа за Лотус от 1974 насам пред Депайе. На секунда зад французина финишира Хънт, смятайки че е загубил титлата. Прибирайки се в бокса тима му е в екстаз като Мейър успокои англичанина, за да обясни че той всъщност печели титлата. Джоунс финишира четвърти за най-добрия си резултат пред Регацони и Гунар Нилсон, който взе последната точка пред Жак Лафит, Харалд Ертъл, Такахара, Жан-Пиер Жарие и Хасеми. Японеца постигна най-бързата обиколка в 25-а, но организаторите определиха това за грешка и няколко дни по-късно обявиха че Лафит е с най-бързата обиколка с време 1:19.97 в 70-а обиколка. Това обаче не е потвърдено извън Япония и така Хасеми е определен като държател за най-бърза обиколка в състезанието.

## Класиране
| Поз | No | Пилот             | Конструктор       | Обиколки | Време/Отпадане | Място | Точки |
| --- | -- | ----------------- | ----------------- | -------- | -------------- | ----- | ----- |
| 1   | 5  | Марио Андрети     | Лотус-Форд        | 73       | 1:43:58.86     | 1     | 9     |
| 2   | 4  | Патрик Депайе     | Тирел-Форд        | 72       | + 1 Об.        | 13    | 6     |
| 3   | 11 | Джеймс Хънт       | Макларън-Форд     | 72       | + 1 Об.        | 2     | 4     |
| 4   | 19 | Алън Джоунс       | Съртис-Форд       | 72       | + 1 Об.        | 20    | 3     |
| 5   | 2  | Клей Регацони     | Ферари            | 72       | + 1 Об.        | 7     | 2     |
| 6   | 6  | Гунар Нилсон      | Лотус-Форд        | 72       | + 1 Об.        | 16    | 1     |
| 7   | 26 | Жак Лафит         | Лижие-Матра       | 72       | + 1 Об.        | 11    |       |
| 8   | 24 | Харалд Ертъл      | Хескет-Форд       | 72       | + 1 Об.        | 22    |       |
| 9   | 18 | Норитаке Такахара | Съртис-Форд       | 70       | + 3 Об.        | 24    |       |
| 10  | 17 | Жан-Пиер Жарие    | Шадоу-Форд        | 69       | + 4 Об.        | 15    |       |
| 11  | 51 | Масахиро Хасеми   | Коджима-Форд      | 66       | + 7 Об.        | 10    |       |
| Отп | 3  | Джоди Шектър      | Тирел-Форд        | 58       | Прегряване     | 5     |       |
| Отп | 21 | Ханс Биндер       | Волф-Уилямс-Форд  | 49       | Колело         | 25    |       |
| Отп | 16 | Том Прайс         | Шадоу-Форд        | 46       | Енергия        | 14    |       |
| Отп | 9  | Виторио Брамбила  | Марч-Форд         | 38       | Електро        | 8     |       |
| Отп | 34 | Ханс-Йоахим Щук   | Марч-Форд         | 37       | Електро        | 18    |       |
| Отп | 12 | Йохен Мас         | Макларън-Форд     | 35       | Инцидент       | 12    |       |
| Отп | 28 | Джон Уотсън       | Пенске-Форд       | 33       | Двигател       | 4     |       |
| Отп | 52 | Казуйоши Хошино   | Тирел-Форд        | 27       | Гума           | 21    |       |
| Отп | 20 | Артуро Мерцарио   | Волф-Уилямс-Форд  | 23       | Ск.кутия       | 19    |       |
| Отп | 30 | Емерсон Фитипалди | Фитипалди-Форд    | 9        | Оттегляне      | 23    |       |
| Отп | 8  | Карлос Паче       | Брабам-Алфа Ромео | 7        | Оттегляне      | 6     |       |
| Отп | 1  | Ники Лауда        | Ферари            | 2        | Оттегляне      | 3     |       |
| Отп | 7  | Лари Пъркинс      | Брабам-Алфа Ромео | 1        | Оттегляне      | 17    |       |
| Отп | 10 | Рони Петерсон     | Марч-Форд         | 0        | Двигател       | 9     |       |
| НКв | 21 | Масами Кувашима   | Волф-Уилямс-Форд  |          |                |       |       |
| НКв | 54 | Тони Тримър       | Маки-Форд         |          |                |       |       |

## Класиране след състезанието
| Поз | Пилот         | Точки |
| --- | ------------- | ----- |
| 1   | Джеймс Хънт   | 69    |
| 2   | Ники Лауда    | 68    |
| 3   | Джоди Шектър  | 49    |
| 4   | Патрик Депайе | 39    |
| 5   | Клей Регацони | 31    |
| 6   | Марио Андрети | 22    |
| 7   | Джон Уотсън   | 20    |
| 8   | Жак Лафит     | 20    |
| 9   | Йохен Мас     | 19    |
| 10  | Гунар Нилсон  | 11    |

| Поз | Конструктор       | Точки   |
| --- | ----------------- | ------- |
| 1   | Ферари            | 83      |
| 2   | Макларън-Форд     | 74 (75) |
| 3   | Тирел-Форд        | 71      |
| 4   | Лотус-Форд        | 29      |
| 5   | Пенске-Форд       | 20      |
| 6   | Лижие-Матра       | 20      |
| 7   | Марч-Форд         | 19      |
| 8   | Брабам-Алфа Ромео | 11      |
| 9   | Шадоу-Форд        | 10      |
| 10  | Съртис-Форд       | 7       |